# Dadirejo (Tirto)
Dadirejo is een bestuurslaag in het regentschap Pekalongan van de provincie Midden-Java, Indonesië. Dadirejo telt 8198 inwoners (volkstelling 2010).